# Västra Husby
Västra Husby is een plaats in de gemeente Söderköping in het landschap Östergötland en de provincie Östergötlands län in Zweden. De plaats heeft 518 inwoners (2005) en een oppervlakte van 39 hectare.

## Verkeer en vervoer
Bij de plaats loopt de Länsväg 210.